# Sullay Kaikai
Sulaiman Borbor "Sullay" Kaikai (London, Anglia, 1995. augusztus 26. –) angol labdarúgó, aki jelenleg a Crystal Palace-ban játszik, szélsőként.

## Pályafutása

### Crystal Palace
Kaikai 15 éves korában csatlakozott a Crystal Palace ifiakadémiájához. 2014. február 7-én a Crawley Town csapattársával, Hiram Boatenggel együtt egy hónapra kölcsönvette. Február 25-én lépett először pályára, csereként beállva a Swindon Town ellen. Később április 5-ig meghosszabbította kölcsönszerződését a csapattal. Miután visszatért a Palace-hoz, szeptember 24-én először kapott játéklehetőséget az első csapatban, egy Newcastle United elleni Ligakupa-meccsen, ahol első gólját is megszerezte. Góljának köszönhetően csapata kiharcolta a hosszabbítást, de végül 3-2-re kikapott.
November 27-én a negyedosztályú Cambridge United 2015. január 3-ig kölcsönvette. Két nappal később gólpasszal mutatkozott be az AFC Wimbledon 2-1-es legyőzése során. Első gólját december 16-án szerezte, az FA Kupában, a Mansfield Town ellen. 2014. december 29-én megkapta első profi szerződését a Crystal Palace-tól.
2015. január 16-án a Cambridge a szezon végéig meghosszabbította Kaikai kölcsönszerződését. Másnap megszerezte első bajnoki gólját, a Newport County ellen. Április 18-án, a Mansfield Town elleni 3-1-es siker során duplázni tudott. Májusban visszatért a Palace-hoz, ahol az alelnök az év fiatal játékosává választotta. Május 16-án, a Liverpool elleni idegenbeli bajnokin ő is bekerült az utazó keretbe, több fiatallal együtt, de a meccskeretben végül nem kapott helyet.
A harmadosztályú Shrewsbury Town 2015. szeptember 17-én négy hónapra kölcsönvette Kaikait. Két nappal később, a Crewe Alexadra ellen debütált, csereként. Október 10-én első góljait is megszerezte, a Colceshter United kétszer is eredményes volt. Miután a Scunthorpe United és a Bury ellen is betalált, ezzel öt meccsen négy gólt szerezve, a harmadosztályban a szurkolók a hónap legjobbjának választották 2015 októberében.
December 23-án a sérülések által sújtott Crystal Palace visszahívta, de 2016 márciusában kölcsönben visszatért a Shrewsbury Townhoz, a szezon végéig. Első négy meccsén négy gólt szerzett, március 19-én, a Bury ellen első félidőben kétszer is betalált, ami után a hét csapatába is beválogatták. A szezont a Shrewsbury gólkirályaként zárta, 12 találattal, mielőtt május 3-án visszatért volna a Palace-hoz.
Május 15-én, a 2015/16-os szezon utolsó fordulójában a Premier League-ben is bemutatkozhatott csapata színeiben, a Southampton ellen, a félidőben csereként váltva Jordon Mutch-ot. Bár szögletből gólpasszt adott Jason Puncheonnak, csapata 4-1-re kikapott. A 2016/17-es idény előtt megkapta a 25-ös mezszámot az addigi 43-as helyett.